# Área metropolitana de Little Rock-North Little Rock-Conway
El Área Estadística Metropolitana de Little Rock-North Little Rock-Conway es un Área Estadística Metropolitana (MSA) centrada en la ciudad Little Rock, capital de Arkansas, en Estados Unidos; definida como tal por la Oficina del Censo de los Estados Unidos. Su población según el censo de 2010 es de 699.757 de habitantes.

## Composición
El área metropolitana está compuesta por los condados de:
- Faulkner
- Grant
- Lonoke
- Perry
- Pulaski
- Saline

## Principales ciudades del área metropolitana
El área metropolitana incluye las siguientes ciudades con más de 10 000 habitantes:
- Little Rock
- Benton
- Cabot
- Conway
- Jacksonville
- Maumelle
- North Little Rock
- Sherwood